# アンドレア・ヘンケル
アンドレア・ヘンケル（Andrea Henkel、1977年12月10日 - ）は、ドイツのバイアスロン選手。ドイツ連邦軍スポーツグループに所属。2002年ソルトレークシティオリンピック金メダリスト。同大会クロスカントリースキー金メダリストのマヌエラ・ヘンケルは実姉。

## プロフィール
旧東ドイツ、ズール県（現在のテューリンゲン州）、イルメナウ出身。
4歳からスキーを始め、1991年にオーバーホーフの体育高校へ進学、1992年から女子のバイアスロンがオリンピック種目に採用されたことからバイアスロンに転向した。1996年に高校を卒業して同地のドイツ連邦軍スポーツグループに入隊した。
1998-1999シーズンからドイツナショナルチーム入りし、1999-2000シーズンにワールドカップ初勝利を挙げた。以後世界選手権で8個の金メダル、5つの銀メダル、2つの銅メダルを獲得、オリンピックでは金メダル2個、銀メダル1個、銅メダル1個を獲得している。ワールドカップでは2006-2007シーズンに総合優勝を達成、2007-2008シーズン総合3位、2010-2011シーズン総合2位、2012-2013シーズン総合3位。